# Angelika C. Messner
Angelika C. Messner (* 1961 in Sterzing) ist eine italienisch-deutsche Sinologin.

## Leben
Messner studierte Medizin, Sinologie, Ethnologie und Geschichte der Medizin an den Universitäten Innsbruck, Wien und Freiburg im Breisgau sowie in Beijing.
Sie wurde 1998 promoviert und habilitierte sich 2007 an der Universität Kiel. Dort leitet sie das Chinazentrum. Sie war Gastprofessorin an der TU Berlin und an der Shanghai University for Traditional Chinese Medicine.

## Veröffentlichungen
- Medizinische Diskurse zu Irresein in China (1600–1930). Franz Steiner, Stuttgart 2000. ISBN 978-3-515-07548-0
- mit Konrad Hirschler (Hrsg.): Heilige Orte in Asien und Afrika. Räume göttlicher Macht und menschlicher Verehrung. EB-Verlag, Schenefeld 2006.
- Zirkulierende Leidenschaft. Eine Geschichte der Gefühle im China des 17. Jahrhunderts. Böhlau, Wien 2016. ISBN 978-3-412-50348-2
- mit Andreas Bihrer und Harm-Peer Zimmermann (Hrsg.): Alter und Selbstbeschränkung. Beiträge aus der Historischen Anthropologie. Böhlau, Wien 2017.